# 夢見るアニー
「夢見るアニー」（"Dreamboat Annie"）は、ロックバンドのハートが作詞作曲して録音した楽曲。同名のデビューアルバム（原題）のタイトル曲であり、米国では3枚目のシングルとして1976年にリリースされた。当初は、ハートの米国デビューシングルの「クレイジー・オン・ユー」のB面として同年前半に発売されていた。
「夢見るアニー」はハートにとって3曲目の米国でチャート入りした楽曲となり、最高でBillboard Hot 100の42位に到達した。これ以前にリリースされたハートのシングルと比べて明らかにソフトなサウンドから、この曲はハートにとって初めて米国のアダルト・コンテンポラリー シングルチャートした曲となって最高で7位となり、1986年の「ジ―ズ・ドリームス」まではACチャートでもっともよい成績を収めた楽曲となった。

## バリエーション
アルバム『ドリームボート・アニー』には3つの異なるバリエーションの「夢見るアニー」にはが収録されている：
トラック 2 – 「夢見るアニー（ファンタジー・チャイルド）」"Dreamboat Annie (Fantasy Child)" – 1分10秒
トラック 5 – 「夢見るアニー」"Dreamboat Annie" – 2分02秒
トラック10 – 「夢見るアニー（リプライズ）」"Dreamboat Annie (Reprise)" – 3分50秒
シングルでリリースされたバージョンは、トラック5のバリエーションだが、45回転盤には2分59秒と記載されている。これはシングルの再生時間をより標準的な3分に増やすために最初に「クレイジー・オン・ユー」のB面としてリリースされた際に、A面の「クレイジー・オン・ユー」のイントロが曲の冒頭に追加されたためと推測されている。このシングルのバージョンはハートのアルバムには収録されていない。
2011年にナンシー・ウィルソンはこの曲をアメリカのクラシックギター奏者シャロン・イスビンとともに、イスビンのアルバム『ギター・パッションズ』のために採録した。

## 評価
キャッシュボックス誌は「この曲は柔らかくメロディアスで、バンジョーがバックで素早く演奏されている」と述べ、「アンとナンシー・ウィルソンは確実なハーモニーを生み出している」と評した。
ビルボード誌は「夢見るアニー」を「夢のような海の歌詞のイメージに満ちた可愛らしく詩的な曲で、クラシックに近いフォークギターとバンジョーの演奏がバックにある」と評した。
レコード・ワールド誌は「『クレイジー・オン・ユー』や『マジック・マン』ほど即効性はないが、リスナーを魅了する雰囲気と魅力がある」と評した。

## パーソネル
- アン・ウィルソン – リードボーカル、フルート、バックボーカル
- ナンシー・ウィルソン – アコースティックギター、バックボーカル
- スティーヴ・フォッセン – ベースギター
- ハワード・リーズ – ベル
- テッシー・ベンスッセン – バックボーカル
- ジェフ・フーバート – バックボーカル
- ジム・ヒル – バックボーカル
- キャット・ヘンドリクス – ドラムス

## チャート成績
| チャート（1977年）                      | 最高 順位 |
| --------------------------------------- | --------- |
| カナダ トップシングルス (RPM)           | 53        |
| カナダ アダルト・コンテンポラリー (RPM) | 31        |
| フランス シングルチャート               |           |
| オランダ (Dutch Single Tip)             | 18        |
| US Billboard Hot 100                    | 42        |
| US Adult Contemporary (Billboard)       | 17        |
| US Cash Box Top 100                     | 32        |